# Фостер, Диана
Диана Грин Фостер (англ. Diana Greene Foster; род. 1971) — американский демограф и профессор акушерства, гинекологии и репродуктивных наук Калифорнийского университета в Сан-Франциско. Она использует количественные модели, чтобы понять, как политика репродуктивного здоровья влияет на жизнь женщин, и оценить эффективность политики планирования семьи.

## Биография
Фостер была студенткой Калифорнийского университета в Беркли. После окончания Беркли со степенью бакалавра в 1992 году она переехала в Принстонский университет для прохождения магистратуры и аспирантуры, где исследовала использование противозачаточных средств в странах Африки к югу от Сахары.
Фостер — демограф, она использует количественные модели, чтобы понять влияние политики планирования семьи. Она возглавила исследование Turnaway Study, лонгитюдное исследование, в ходе которого оценивалось здоровье женщин, желающих сделать аборт. В исследовании приняли участие 1000 женщин, некоторым из которых было отказано в аборте, поскольку срок беременности превышал срок, разрешённый для проведения аборта в местной клинике. Фостер обнаружила, что женщины, сделавшие аборт, испытывали меньше хронической боли и имели лучшие показатели здоровья, чем те, кому было отказано в аборте. Она также использовала кредитный рейтинг, продемонстрировав, что женщины, которым было отказано в аборте, несколько лет после этого испытывали трудности с финансами. Фостер исследовала влияние закона California Family PACT и показала, что долгосрочное использование противозачаточных средств снижает количество нежелательных беременностей.
После того, как Верховный суд Соединённых Штатов решил отменить дело Роу против Уэйда, Фостер начала исследование того, как люди ориентируются в сложном комплексе услуг Соединённых Штатов по планированию семьи.

## Награды и отличия
- Премия Харриет Б. Прессер 2021 года[11]
- Вошла в список 10 людей 2002 года по версии журнала Nature[12]
- В 2023 году избрана членом Национальной медицинской академии[13]
- Программа стипендий Макартура 2023 года[6]

## Избранные публикации
- Biggs M. A., Upadhyay U. D., McCulloch C. E., Foster D. G. Women's Mental Health and Well-being 5 Years After Receiving or Being Denied an Abortion: A Prospective, Longitudinal Cohort Study (англ.) // JAMA Psychiatry — American Medical Association, 2016. — Vol. 74, Iss. 2. — P. 169—178. — 10 p. — ISSN 2168-622X; 2168-6238 — doi:10.1001/JAMAPSYCHIATRY.2016.3478 — PMID:27973641
- Foster D. G., Biggs M. A., Ralph L., Gerdts C., Roberts S., Glymour M. M. Socioeconomic Outcomes of Women Who Receive and Women Who Are Denied Wanted Abortions in the United States (англ.) // American Journal of Public Health / A. Morabia — American Public Health Association, 2018. — Vol. 108, Iss. 3. — P. 407—413. — ISSN 1541-0048; 0090-0036; 0271-4353 — doi:10.2105/AJPH.2017.304247 — PMID:29345993
- Biggs M. A., Gould H., Foster D. G. Understanding why women seek abortions in the US (англ.) // BMC Women's Health — BMC, Springer Science+Business Media, 2013. — Vol. 13. — P. 29. — ISSN 1472-6874 — doi:10.1186/1472-6874-13-29 — PMID:23829590